# وارتگس ماتئوسیان
وارتگس گئدئونی ماتئوسیان (ارمنی: Վարդգես Գեդեոնի Մաթեւոսյան؛ زادهٔ ۱ فوریهٔ ۱۹۴۵ - درگذشته ۱۲ ژوئن ۲۰۱۰) یک  و سیاستمدار اهل ارمنستان بود که از تاریخ ۱۹۹۹ تا تاریخ ۲۰۰۷ سمت نمایندگی دوره دوم مجلس ملی جمهوری ارمنستان را برعهده داشت.

## زندگی‌نامه
در ۱ فوریه ۱۹۴۵ در آغاونادزور، وایوتس‌جور، شهرستان یغگنادزور به دنیا آمد و از دانشگاه پلی‌تکنیک ارمنستان فارغ‌التحصیل شد.   وی در ۱۲ ژوئن ۲۰۱۰ در سن ۶۵ سالگی درگذشت